# خدیجه ویتینگتون
خدیجه ویتینگتون (انگلیسی: Khadijah Whittington؛ زادهٔ ۵ اوت ۱۹۸۶) بازیکن بسکتبال اهل ایالات متحده آمریکا است.